# 老鸦镇
老鸦镇，是中华人民共和国四川省南充市南部县下辖的一个乡镇级行政单位。

## 行政区划
老鸦镇下辖以下地区：
洪湖社区、望水村、碾垭村、流杯村、梓潼村、花园村、玉皇村、柏林村、龟柏村、玉顶村、石宝村和松林村。